# Radio Vest

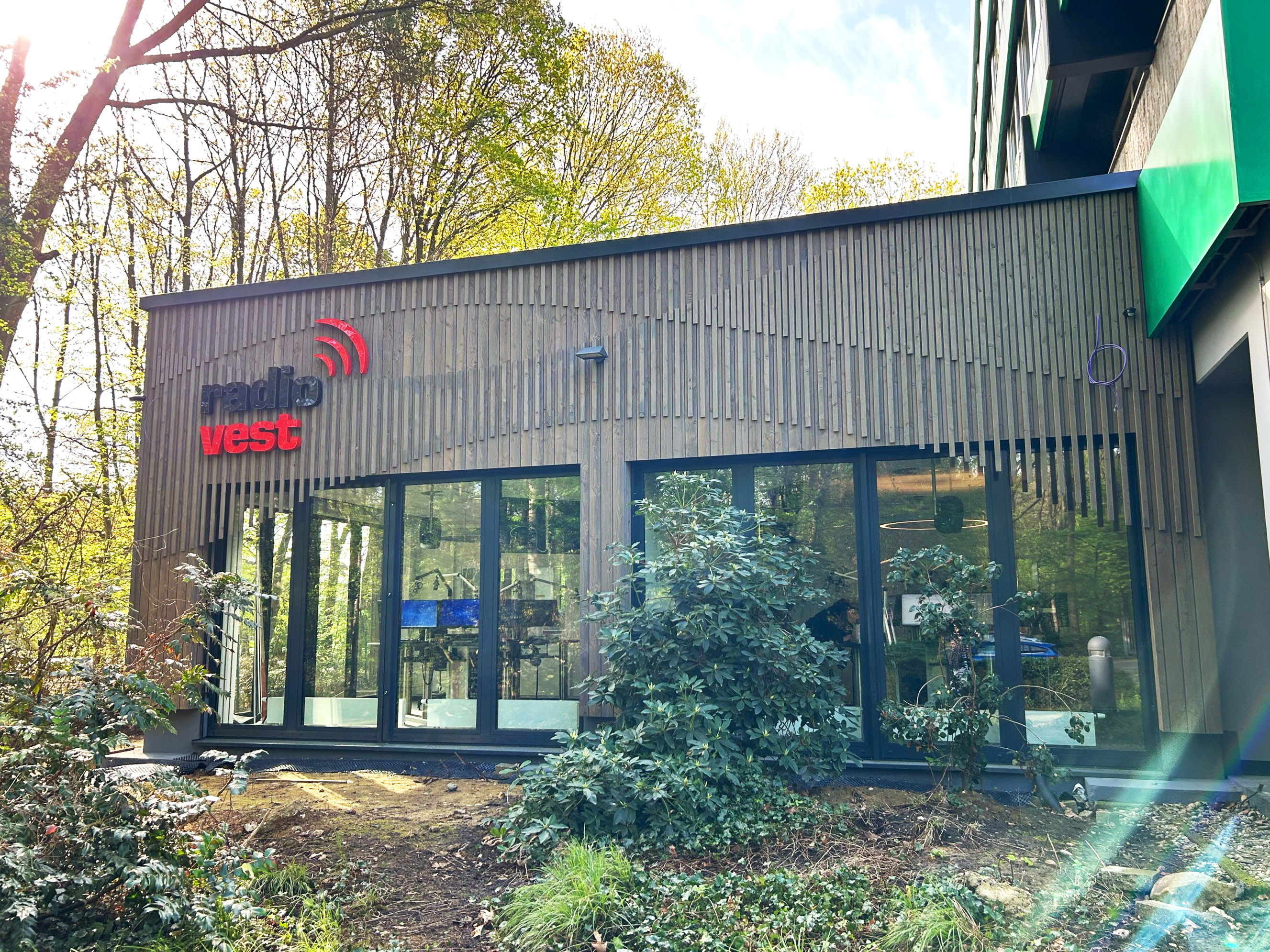
Radio Vest Studio in Marl

Radio Vest ist das Lokalradio für den Kreis Recklinghausen in Marl. Chefredakteurin ist Julia Winterfeld.
Der Sender gehört mehrheitlich der Lensing Media.

## Programm
Radio Vest produziert montags bis freitags täglich acht Stunden sowie samstags und sonntags je drei Stunden Lokalprogramm. Dazu gehören die Sendungen „Radio Vest am Morgen“, „Radio Vest am Nachmittag“ und „Radio Vest am Wochenende“. Im Programm setzt der Lokalsender den Schwerpunkt auf lokale Themen aus dem Kreis Recklinghausen, neben allen relevanten Themen aus Deutschland und der Welt. Außerdem strahlt Radio Vest auf seinen Frequenzen gemäß den gesetzlichen Bestimmungen ab 21 Uhr Bürgerfunk aus.
Das weitere Programm und die Nachrichten zur vollen Stunde werden vom Mantelprogrammanbieter Radio NRW geliefert. Radio Vest übernimmt stündlich einen landesweiten Werbeblock von Radio NRW. Montags bis freitags von 6:00 Uhr bis 19:00 Uhr sendet Radio Vest zu jeder halben Stunde Welt-Schlagzeilen, Lokalnachrichten, lokale Wetter-, Verkehrs- und Blitzermeldungen. Lokale Wetter-, Verkehrs- und Blitzermeldungen gibt es in den lokalen Sendungen auch im Anschluss an die Nachrichten zur vollen Stunde.

### Moderatoren
Die Morningshow wird im wöchentlichen Wechsel von Simone Danisch und Ingo Arndt sowie Ann-Kathrin Krügel und Jan Schmitz moderiert.
Weitere bekannte Moderatoren bei Radio Vest sind Kirsten Guthmann, Vera Körber und Tanita Ehmke.

## Unternehmen
Der Sender gehört zu 75 Prozent dem Zeitungs Verlag J.Bauer K.G. und zu 25 Prozent dem Kreis Recklinghausen. Der Recklinghausener Verlag J.Bauer K.G. wiederum gehört komplett der Ruhr Nachrichten Verlag & Co. KG der Lensing Media.
Die Vermarktung von Werbung geschieht über den Radio-Vermarkter Audioservice plus GmbH (gegründet als audiowest GmbH) mit Sitz in Dortmund. Audioservice plus ist eine Firma der Verlage Medienhaus Lensing in Dortmund, Westfälischer Anzeiger (Dirk Ippen) in Hamm und Rubens in Unna und verkauft Werbung für die Lokalradios Radio 91.2, Radio MK, Antenne Unna, Hellweg Radio, Radio Lippewelle Hamm sowie Radio Vest.

## Reichweite
Radio Vest hat laut E.M.A. NRW 2024 I eine Tagesreichweite von 30,1 Prozent in der werberelevanten Zielgruppe und ist damit Marktführer im Sendegebiet.

## Geschichte
Zum Sendestart am 21. März 1991 sendete Radio Vest – damals noch Radio FiV („Funk im Vest“) .- live von der „Palmkirmes“ in Recklinghausen. Damaliger Chefredakteur war Guido Schulenberg. Im Herbst 1998 wurde er durch Frank Böker abgelöst.
Zum Jahreswechsel 2004/2005 wurde der Sendername in Hit Radio Vest geändert. Neuer Chefredakteur wurde Markus Schwab.
Im Januar 2010 erfolgte mit der Umstellung auf Radio Vest ein erneuter Namenswechsel.
Von 2013 bis 2020 war Wolfgang Tatzel Chefredakteur bei Radio Vest. Als ausgebildeter Redakteur mit viel Erfahrung im Hörfunkbereich hatte er 1990 Radio Herne gegründet und dort bis 2013 die Leitung inne. Wolfgang Tatzel war zweifacher Preisträger des Hörfunkpreises der Bayerischen Landeszentrale für Medien. Wolfgang Tatzel ist 2020 verstorben.
Auf Tatzels Wunsch hin trat die langjährige Morningshow-Moderatorin Julia Winterfeld 2021 seine Nachfolge als Chefredakteurin an.
Im Februar 2012 wechselte Radio Vest erstmals seine Sendestudios. Vom ehemaligen Sendeplatz am alten Löhrhof-Center in Recklinghausen, das aufgrund des Neubaus des Palais Vest weichen musste, zog der Lokalsender zur Steinstraße, welche ebenfalls in der Recklinghäuser Innenstadt liegt.
Seit dem 16. Oktober 2023 sendet Radio Vest aus den neuen Sendestudios in Marl. Die Redaktionsräume befinden sich in einem Anbau des Hauptgebäudes des Medienhauses Bauer.

## Empfang
Radio Vest sendet auf vier Frequenzen. Die Frequenz 94,6 MHz sendet vom Quellberg in Recklinghausen und deckt den Großteil des Kreisgebietes ab (Recklinghausen, Herten, Oer-Erkenschwick, Castrop-Rauxel, Datteln, Waltrop). In Haltern am See wird Radio Vest auf 95,6 MHz von der Sendeantenne an der B58 bei Berghaltern ausgestrahlt. Die Frequenz 105,2 MHz sendet vom RCG Kraftfutterwerk Dorsten. Versorgungsgebiet sind Dorsten, Wulfen und Teile von Marl.
Auf der Zeche Waltrop ist zudem 2023 ein neuer Standort mit einer weiteren Frequenz entstanden. Die Frequenz 92,8 MHz soll vor allem die Empfangbarkeit in Waltrop, Datteln und Castrop-Rauxel verbessern.
Gladbeck befindet sich nicht im Verbreitungsgebiet von Radio Vest. Obwohl die Stadt zum Kreis Recklinghausen gehört, wird sie über den benachbarten Lokalsender Radio Emscher Lippe versorgt.
Darüber hinaus ist Radio Vest über die sendereigene App, über Radioplayer Live und über den Livestream auf der Senderhomepage zu empfangen.